# Rolando Toro
Rolando Toro Mario Araneda (Concepción, 19 april 1924 - Santiago, 16 februari 2010) was een Chileens antropoloog en psycholoog.
Toro Aradena was docent, hoogleraar, dichter en schilder. Hij is het meest bekend van de ontwikkeling van de Biodanza systematiek, een vorm van dansexpressie die inmiddels wereldwijd verspreid is, met name in Zuid-Amerika en Europa.

## Biografie
In 1943 was hij leraar op de school ‘Jose Abelardo Nunez’, in Santiago. Hij gaf tussen 1944 en 1957 les in Valparaiso, Talcahuano, Pocuro en Santiago (Chili).
In 1964 studeerde hij af aan de School of Psychology, het Pedagogisch Instituut van de Universiteit van Chili. Hij kreeg een leerstoel van de ‘Kunsten en Uitdrukkingen Psychologie’ aan het Aesthetics Instituut van de Katholieke Universiteit van Chili. In 1965 was hij docent aan het Centrum voor Antropologische Medische Studies aan de Universiteit van Chili. In dat jaar deed hij onderzoek met muziek en dans met psychiatrische patiënten in het Psychiatrisch Ziekenhuis van Santiago. Hij deed daarbij onderzoek naar het onbewuste en verschillende staten van bewustzijn. Dat leverde hem een benoeming op als hoogleraar aan de Interamerikaanse Open Universiteit in Buenos Aires in Argentinië.
Tussen 1968 en 1973 begon hij met zijn eerste ervaring met Biodanza (dat heette in het begin nog Psychodanza). Hij paste dit systeem toe in het psychiatrisch ziekenhuis van Santiago en in het Instituut voor Esthetiek van de Katholieke Universiteit van Chili.
Rolando Toro was naast docent & hoogleraar ook dichter en schilder. Hij publiceerde enkele gedichten en psychotherapie boeken. Daarnaast verzamelde hij kunst en realiseerde hij ook diverse exposities in Brazilië en Italië. Volgens Rolando Toro was poëzie zijn meest intieme beroep.
Onder bewonderaars gaat het verhaal dat Rolando Toro Araneda in 2001 is voorgedragen voor de Nobelprijs voor de Vrede voor zijn werk met Biodanza over de afgelopen 40 jaar. Hiervoor ontbreekt bewijs, conform de Nobel Foundation statutes, § 10.
Hij overleed op 16 februari 2010 in zijn geboorteland Chili. Hij is 85 jaar geworden.
- Bibliothèque nationale de France: cb146195177 (data)
- Gemeinsame Normdatei: 1059654466
- International Standard Name Identifier: 0000 0000 7844 3531
- Système universitaire de documentation: 086909266
- Virtual International Authority File: 39630485